# Одузимање
Одузимање је једна од четири основне аритметичке операције, и представља инверзију сабирању. Обележава се знаком минус („–“). У релацији
 (чита се „икс минус ипсилон“ или „икс мање ипсилон“)
x се назива умањеник, y – умањилац, а резултат операције одузимања – z – разлика. Важи: {\displaystyle x-y=z\Leftrightarrow y+z=x}. Иако се првенствено повезује са природним бројевима у аритметици, одузимање такође може представљати уклањање или смањење физичких и апстрактних величина коришћењем различитих врста објеката укључујући негативне бројеве, разломке, ирационалне бројеве, векторе, децимале, функције и матрице.
Скуп природних бројева није затворен у односу на одузимање, јер није могуће одузети већи број од мањег, нити два једнака броја. Проширени скуп природних бројева се добија додавањем нуле скупу природних бројева, тако да је могуће одузети два једнака броја један од другог. 
Разлика комплексних бројева је комплексан број чији је реални део разлика реалних делова умањеника и умањиоца, а имагинарни део разлика имагинарних делова умањеника и умањиоца:
{\displaystyle (x_{1},y_{1})-(x_{2},y_{2})=(x_{1}-x_{2},y_{1}-y_{2});(x_{1},y_{1}),(x_{2},y_{2})\in \mathbb {C} }
Одузимање је антикомутативно: (x - y) = -(y - x), и није асоцијативно. 
Одузимање се може посматрати и као сабирање умањиоца и броја супротног умањенику: x - y = x + (-y). Захваљујући овој особини, одузимање се може применити и на векторе и матрице.

## Нотација и терминологија
Одузимање се обично пише помоћу знака минус „−“ између појмова; односно у инфиксној нотацији. Резултат се изражава знаком једнакости. На пример,
{\displaystyle 2-1=1} (изговара се као „два минус један је један”)
{\displaystyle 4-2=2} (изговара се као „четири минус два једнако два”)
{\displaystyle 6-3=3} (изговара се као „шест минус три једнако три”)
{\displaystyle 4-6=-2} (изговара се као „четири минус шест је негативно два”)
Постоје и ситуације у којима се одузимање „подразумева“, иако се не појављује ниједан симбол:
- Колона од два броја, са нижим бројем у црвеној боји, обично означава да се мањи број у колони треба одузети, а разлика је записана испод, испод реда. Ово је најчешће среће у рачуноводству.

Формално, број који се одузима је познат као умањилац, док је број од којег се одузима умањеник. Резултат је разлика. То је,
{\displaystyle {\rm {minuend}}-{\rm {subtrahend}}={\rm {difference}}}.
Сва ова терминологија потиче из латинског. Subtraction је енглеска реч изведена од латинског глагола subtrahere, који је заузврат формиран од sub „одоздо” и trahere „вући”. Дакле, одузимати значи привући одоздо, или одузети. Коришћење герундивног суфикса -nd резултира „умањиоцем”, „ствар за одузимање”. Слично, од minuere „смањити или умањити”, представља „умањеник”, што значи „ствар за смањење”.

## Цели и реални бројеви

### Цели бројеви
Замислите линијски сегмент дужине b са левим крајем означеним са a и десним са ознаком c. Почевши од a, потребно је b корака удесно до c. Ово кретање удесно је математички моделовано додавањем:
a + b = c.
Од c, потребно је b корака улево да се вратимо на a. Ово кретање улево је моделовано одузимањем:
c − b = a.
Сада је сегмент линије означен бројевима 1, 2, и 3. Од позиције 3, није потребно ни корака улево да остане на 3, тако да је 3 − 0 = 3. Потребна су 2 корака улево да се дође до позиције 1, дакле 3 − 2 = 1. Ова слика је неадекватна да опише шта би се десило након што се пређу 3 корака лево од позиције 3. Да би се представила оваква операција, линија мора бити продужена.
Да би се одузели произвољни природни бројеви, почиње се линијом која садржи сваки природни број (0, 1, 2, 3, 4, 5, 6, ...). Од 3, потребно је 3 корака улево да се дође до 0, тако да је 3 − 3 = 0. Али 3 − 4 је и даље неважеће, пошто поново напушта линију. Природни бројеви нису користан контекст за одузимање.
Решење је да се узме у обзир целобројна бројевна права (..., −3, −2, −1, 0, 1, 2, 3, ...). На овај начин, потребно је 4 корака улево од 3 да би се дошло до −1:
3 − 4 = −1.

### Природни бројеви
Одузимање природних бројева није затворено: разлика није природан број осим ако је умањеник већи или једнак од умањиоца. На пример, 26 се не може одузети од 11 да би се добио природан број. Такав случај користи један од два приступа:
1. Може се закључити да се 26 не може одузети од 11; одузимање постаје парцијална функција.
2. Решење је цео број који представља негативан број, тако да је резултат одузимања 26 од 11 је −15.

### Реални бројеви
Поље реалних бројева може се дефинисати специфицирајући само две бинарне операције, сабирање и множење, заједно са унарним операцијама које дају адитивне и мултипликативне инверзе. Одузимање реалног броја (умањилац) од другог (умањеник) се тада може дефинисати као сабирање умањиоца и адитивне инверзне вредности умањеника. На пример, 3 − π = 3 + (−π). Алтернативно, уместо да захтевају ове унарне операције, бинарне операције одузимања и дељења могу се узети као основне.

## Својства

### Антикомутативност
Одузимање је антикомутативно, што значи да ако се обрну термини у разлици с лева на десно, резултат је негативна вредност од првобитног резултата. Симболично, ако су a и b било која два броја, онда
a − b = −(b − a).

### Неасоцијативност
Одузимање није асоцијативно, што се појављује када се покуша да се дефинише поновљено одузимање. Уопштено, израз
„a − b − c”
може се дефинисати да значи (a − b) − c или a − (b − c), али ове две могућности доводе до различитих одговора. Да би се ово питање решило, мора се успоставити редослед операција, са различитим налозима који дају различите резултате.

### Претходник
У контексту целих бројева, одузимање јединице такође игра посебну улогу: за било који цео број a, цео број (a − 1) је највећи цео број мањи од a, такође познат као претходник a.

## Мерне јединице
Када се одузимају два броја са мерним јединицама као што су килограми или фунте, они морају имати исту јединицу. У већини случајева, разлика ће имати исту јединицу као и оригинални бројеви.

### Проценти
Промене у процентима се могу извести у најмање два облика, процентуална промена и промена процентних поена. Процентуална промена представља релативну промену између две величине у процентима, док је промена процентних поена једноставно број добијен одузимањем та два процента.
Као пример, претпоставимо да је 30% уређаја направљених у фабрици неисправно. Шест месеци касније, 20% виџета је неисправно. Процентуална промена је 20% − 30%/30% = −1/3 = −33+1/3%, док је промена процентних поена −10 процентних поена.

## Рачунарство
Метода комплемента је техника која се користи за одузимање једног броја од другог користећи само сабирање позитивних бројева. Овај метод се обично користио у механичким калкулаторима и још увек се користи у савременим рачунарима.
| Бинарна цифра | Јединични комплемент |
| ------------- | -------------------- |
| 0             | 1                    |
| 1             | 0                    |

Да би се бинарни број y (умањилац) одузео од другог броја x (умањеник), јединични комплемент од y се додаје на x и један се додаје збиру. Водећа цифра „1” резултата се затим одбацује.
Метода комплемента је посебно корисна у бинарном рачуну (основа 2) јер се јединични комплемент врло лако добија инвертовањем сваког бита (променом „0” у „1” и обрнуто). А додавање 1 за добијање комплемента два може да се уради симулацијом преноса у најмање значајан бит. На пример:
```
  01100100  (x, једнако децималном 100)
- 00010110  (y, једнако децималном 22)
```

постаје збир:
```
  01100100  (x)
+ 11101001  (јединични комплемент од y)
+        1  (да се добије комплемент за два)
——————————
 101001110
```

Испуштање почетног „1”" даје одговор: 01001110 (једнако је децималном броју 78)

## Настава одузимања у школама
Методе које се користе за подучавање одузимања у основној школи разликују се од земље до земље, а унутар земље различите методе се усвајају у различито време. У ономе што је у Сједињеним Државама познато као традиционална математика, одређени процес се предаје студентима на крају прве године (или током друге године) за употребу са вишецифреним целим бројевима, а продужава се или у четвртом или петом разреду укључивањем децималних приказа разломака бројева.

### У Америци
Скоро све америчке школе тренутно подучавају методу одузимања коришћењем позајмљивања или прегруписања (алгоритам декомпозиције) и систем означавања који се назива штаке. Иако је метод позајмљивања био познат и објављен у уџбеницима раније, употреба штака у америчким школама се проширила након што је Вилијам А. Браунел објавио студију — тврдећи да су штаке биле корисне за ученике који користе ову методу. Овај систем је брзо прихваћен, истиснувши друге методе одузимања у употреби у Америци у то време.

### У Европи
Неке европске школе користе метод одузимања зван аустријски метод, познат и као метод сабирања. У овом методу нема задуживања. Постоје и штаке (ознаке за помоћ памћењу), које се разликују од земље до земље.